# Stanislaus Kostka
Stanislaus Kostka, ook: Stanislas Kostka of Stanisław Kostka (Rostkowo bij Przasnysz, 28 oktober 1550 – Rome, 15 augustus 1568) was een Pools jezuïet.
In 1564 volgde hij samen met zijn broer onderwijs in Wenen. Zijn wens om jezuïet te worden werd aanvankelijk door de Sociëteit afgewezen, omdat Kostka uit een invloedrijke familie kwam. Men dacht met Kostka de bemoeienis van deze familie binnen te halen en dat wilde men vermijden. Hierop trok Stanislaus Kostka in 1567 naar Rome. Op weg verbleef hij enige tijd bij jezuïeten in Dillingen aan de Donau en Augsburg; tijdens deze verblijven ontmoette hij Petrus Canisius, die op dat moment provinciaal van de Duitse jezuïeten was. Deze zette zich in voor Kostka's roeping en stuurde hem naar Rome.
Als lijfspreuk koos hij: "Voor het hogere ben ik geboren" (Ad maiora natus sum).
In oktober 1567 werd Kostka in Rome als novice tot de Societas Jesu toegelaten. Hij stierf, vermoedelijk aan de gevolgen van zijn lange zware reis, op het hoogfeest van Maria-ten-Hemelopneming. Zijn lichaam is begraven in de Romeinse kerk Sant'Andrea al Quirinale. Zijn oude kamer in Wenen werd al in 1583 tot een kapel omgebouwd, die nog steeds jaarlijks tussen 13 en 20 november voor het publiek toegankelijk is.
Paus Clemens X sprak Stanislaus Kostka in 1670 zalig. Op 31 december 1726 werd Kostka samen met Aloysius Gonzaga door paus Benedictus XIII heilig verklaard. Zijn gedachtenis wordt steeds gevierd op 13 november. Met de beide andere jong overleden jezuïeten Aloysius Gonzaga en Jan Berchmans geldt Stanislaus Kostka als beschermheilige van de jeugd. Sinds 1671 geldt Kostka ook als nationale nevenpatroon van Polen.
Stanislas geldt als internationaal patroon van de jeugd. Vanwege de toewijding aan de jeugd, dragen nogal wat katholieke jeugdgroepen de naam van Stanislaus Kostka. Bijvoorbeeld de scoutinggroep resp. stichting scouting Sint Stanislaus Kostka, die in 1946 werd opgericht als eerste scoutinggroep in Veldhoven Dorp, of scouting Stanislaskostka in Alphen-Chaam. Daarnaast zijn er ook scholen naar hem vernoemd, zoals het Stanislascollege in Delft, Pijnacker en Rijswijk, het Sint-Stanislascollege te Berchem/ Wilrijk of het Institut Saint-Stanislas te Etterbeek.

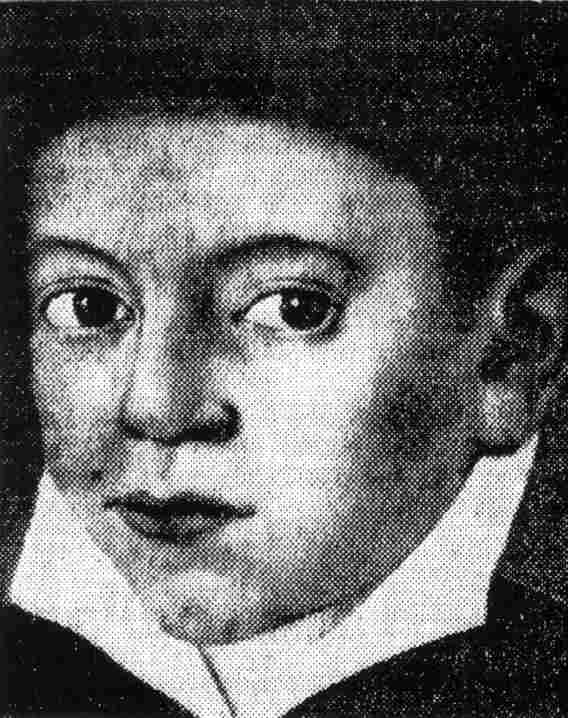
Portret door onbekende schilder
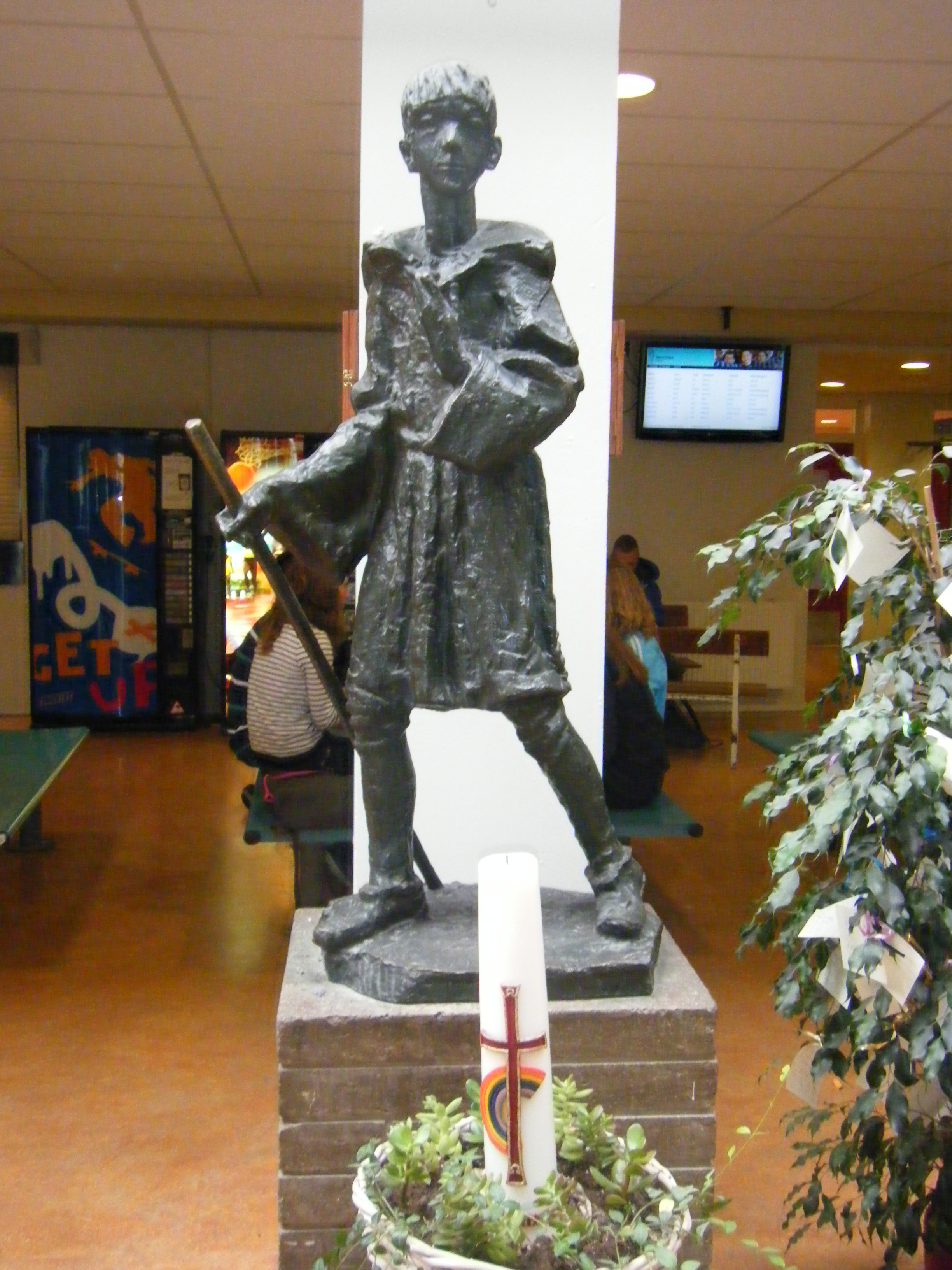
Beeld door Albert Termote in het Stanislascollege in Delft

- Catàleg d'autoritats de noms i títols de Catalunya: 981058614751506706
- Gemeinsame Normdatei: 119208792
- International Standard Name Identifier: 0000 0001 1021 7084
- Library of Congress Control Number: n83190804
- Nationale Bibliotheek van Letland: 000240667
- Bibliotheek van het Japanse parlement: 00621506
- Nationale Bibliotheek van Tsjechië: xx0029950
- Nationale bibliotheek van Australië: 50043170
- Nationale Bibliotheek van Polen: a0000001180727
- Nederlandse Thesaurus van Auteursnamen: 074202340
- Istituto Centrale per il Catalogo Unico: RMLV065823
- SNAC: w6p27151
- Système universitaire de documentation: 155641492
- Trove: 1507558
- Union List of Artist Names: 500353940
- Virtual International Authority File: 15574862
- WorldCat: E39PBJmhR3Wb4k4hPcgVtTbGHC